# 天摩山駅
天摩山駅（チョンマサンえき）は大韓民国京畿道南楊州市和道邑墨峴里にある、韓国鉄道公社（KORAIL）京春線の駅。駅番号はP129。

## 駅構造
- 相対式ホーム2面2線を有する地上駅で、エレベーター・エスカレーター設置駅。

### のりば
| 1 | ●京春線 | 磨石・南春川・春川方面   |
| 2 | ●京春線 | 坪内好坪・思陵・上鳳方面 |

## 利用状況
近年の一日平均利用人員推移は下記のとおり。なお、2013年は開業日の11月30日から12月31日までの32日間の平均である。
| 路線    | 路線     | 2010年 | 2011年 | 2012年 | 2013年 | 2014年 | 2015年 | 2016年 | 2017年 | 2018年 | 出典  |
| ------- | -------- | ------ | ------ | ------ | ------ | ------ | ------ | ------ | ------ | ------ | ----- |
| ●京春線 | 乗車人員 | 未開業 | 未開業 | 未開業 | 536    | 861    | 1,115  | 1,567  | 1,476  | 1,567  | [ 1 ] |
| ●京春線 | 降車人員 | 未開業 | 未開業 | 未開業 | 567    | 857    | 1,079  | 1,432  | 1,377  | 1,432  | [ 1 ] |
| ●京春線 | 乗降人員 | 未開業 | 未開業 | 未開業 | 1,103  | 1,718  | 2,194  | 2,999  | 2,853  | 2,999  | [ 1 ] |

## 駅周辺
- 天摩初等学校
- 天摩中学校

## 歴史
- 2013年11月30日 - 開業。

## 隣の駅
韓国鉄道公社
●京春線
緩行
坪内好坪駅 (P128) - 天摩山駅 (P129) - 磨石駅 (P130)